# Caproni Ca.4
Caproni Ca.4 – włoski ciężki bombowiec z okresu I wojny światowej.

## Powstanie i wersje
Po skonstruowaniu udanego ciężkiego bombowca Caproni Ca.3, inż. Gianni Caproni w firmie Caproni zaprojektował znacznie większy samolot dla włoskiego ciężkiego lotnictwa bombowego. Układ kadłuba i napędu nowego bombowca powtarzał nietypowy układ Ca.3 - trzysilnikowy z dwiema belkami ogonowymi, gdzie jeden silnik znajdował się na końcu centralnej gondoli załogi i napędzał śmigło pchające, a dwa silniki napędzały śmigła ciągnące, znajdujące się z przodu belek ogonowych. Cechą wyróżniającą nowy samolot od Ca.3 i wszystkich innych produkowanych bombowców było, że został on zbudowany w wyjątkowo rzadkim układzie trójpłatowca, co dawało mu niezwykły wygląd.
Nowy bombowiec został przyjęty na uzbrojenie pod wojskowym oznaczeniem Ca.4, lecz produkowany był w kilku wersjach, różniących się oznaczeniami fabrycznymi. Podstawowymi wersjami produkcyjnymi były niewiele się różniące Ca.40 i Ca.41, napędzane 3 silnikami rzędowymi Fiat A12 mocy 210 KM. Trzecią produkowaną odmianą była Ca.42, napędzana silnikami Liberty o mocy 400 KM (według często spotykanych danych napędzane były one silnikami Isotta-Fraschini V6 270 KM). Zbudowano ponadto jeden prototyp wodnosamolotu pływakowego Ca.43.
Dane dotyczące wielkości produkcji są bardzo rozbieżne w literaturze - najbardziej wiarygodną liczbą jest 38 samolotów dla wszystkich modyfikacji Ca.4, ale podawane są też m.in.: 38 samolotów Ca.40 i Ca.41 oraz 6 samolotów Ca.42 lub 32 samoloty Ca.42 i 21 samolotów innych wersji (łącznie 53). Liczne publikacje nazywają jednak błędnie wszystkie samoloty Ca.4 oznaczeniem "Ca.42".

## Służba
Samoloty Ca.4 były używane w lotnictwie włoskim od 1917 (według innych źródeł, 1918) roku, atakując cele w Austro-Węgrzech. W kwietniu 1918 6 samolotów Ca.42 było używanych w lotnictwie brytyjskim Royal Naval Air Service (227 dywizjon). Pojedyncze samoloty były testowane w USA. Po wojnie samoloty w lotnictwie włoskim zostały zastąpione przez Ca.36.
Caproni Ca.4 miał nietypową konstrukcję, będąc jednym z najniezwyklej wyglądających bombowców. Jego zaletą był duży jak na owe czasy udźwig bomb. Wadą była nieunikniona przy zastosowanym układzie delikatność konstrukcji. Niemniej jednak wymiary Ca.4, oprócz wysokości, były porównywalne lub mniejsze od innych ciężkich bombowców tego okresu, a osiągi nie były gorsze, zwłaszcza w wersji z silnikami Liberty.

## Opis techniczny
Trzysilnikowy trójpłatowiec o konstrukcji drewnianej, pokryty płótnem. Skrzydła usztywniane zastrzałami i linkami. Układ dwukadłubowy, z gondolą centralną i dwoma belkami ogonowymi, osadzonymi pod środkowym płatem. Potrójne usterzenie kierunku. Załoga: 4-5 ludzi, z czego 3 w otwartej gondoli - przedni strzelec w nosie kadłuba, za jego stanowiskiem dwóch pilotów siedzących obok siebie, a 2 strzelców w stanowiskach na belkach ogonowych za skrzydłami. Na dolnym płacie przymocowana była komora bombowa w formie długiej skrzyni o niewielkim przekroju poprzecznym. Napęd: trzy silniki rzędowe. Chłodnice silników pionowe, wzdłuż zastrzałów płata. Podwozie samolotu klasyczne, z dwoma czterokołowymi wózkami pod dolnym płatem i wysokimi płozami ogonowymi.
Uzbrojenie obronne stanowiło 4 (sporadycznie aż do 8) karabiny maszynowe Fiat-Revelli kaliber 6,5mm lub 7,7mm na obrotnicy w nosie kadłuba i w dwóch stanowiskach z obrotnicami na grzbiecie belek ogonowych. Bomby podwieszane w komorze bombowej na dolnym płacie, ładunek bomb: do 1450 kg.